# Patti
Patti là một thị trấn và comune ở Thành phố trung tâm Messina, đông bắc Sicilia, miền nam Ý, bên bờ biển phía tây vịnh Patti. Thị trấn cách Messina 76 kilômét (47 mi).
Thị trấn được kết nối với phần còn lại của Sicilia bằng tàu hỏa, thông qua nhà ga Patti-San Piero Patti thuộc tuyến Messina-Palermo, và xa lộ A20 Palermo-Messina. Thị trấn được biết đến bởi các tàn tích Tindari, nhà hát Hy Lạp cổ đại, và Villa Romana.